# Gnaphiscus occidentalis
Gnaphiscus occidentalis är en kvalsterart som beskrevs av Marshall 1929. Gnaphiscus occidentalis ingår i släktet Gnaphiscus och familjen Oxidae. Inga underarter finns listade i Catalogue of Life.